# The Best Damn Tour – Live in Toronto
The Best Damn Tour – Live in Toronto este cel de-al treilea album video al cântăreței de origine canadiană Avril Lavigne. Fiind lansat numai în America de Nord la 5 septembrie 2008, discul conține câteva dintre piesele incluse pe cele trei albume de studio ale interpretei: Let Go, Under My Skin și The Best Damn Thing.

## Ordinea pieselor pe disc
Versiunea standard
1. „Girlfriend”
2. „I Can Do Better”
3. „Complicated”
4. „My Happy Ending”
5. „I'm With You”
6. „I Always Get What I Want”
7. „Best Damn Dance Break”
8. „When You're Gone”
9. „Innocence”
10. „Don't Tell Me”
11. „Hot”
12. „Losing Grip”
13. „Bad Reputation Video Montage”
14. „Everything Back But You”
15. „Avril on Drums”
16. „The Best Damn Thing”
17. „I Don't Have to Try”
18. „He Wasn't”
19. „Girlfriend (Remix)”
20. „Sk8er Boi”